# Шарабарин, Александр Сергеевич
Александр Сергеевич Шарабарин (род. 18 декабря 2000, Железногорск (ЗАТО)) — российский актёр мюзиклов, автор переводов зарубежных мюзиклов на русский язык, аранжировщик песен, лауреат международных и всероссийских конкурсов.

## Биография

### Ранние годы
Родился 18 декабря 2000 года в ЗАТО Железногорск. Занимался в классе скрипки и фортепиано в школе, и эстетическом отделении. Закончил музыкальную школу искусств имени Мусоргского на эстетическом отделении по классу «Фортепиано» и «Скрипки», школу, включающую и театр, пишет и аранжирует песни и музыку разных направлений и стилей.
Окончил МБУ ДО «ДТДиМ» и МАОУ «Лицей №102», в 2016 году стал победителем Всероссийского фестиваля-конкурса «Атом ТВ» в рамках реализации проекта «Школа Росатома», за лучшую конкурсную работу, конкурса по продвижению видео в интернет и поэтического батла. Работал оператором, монтажёром видео на фестивале помимо, разрабатывал афиши и программки спектаклей.
С 2009 по 2019 год — выпускник Образцового Молодёжного Театра-студии Гимназии №91 (худ. рук. Г.В. Савина). В 2009 году сыграл первый свой спектакль «Аристократы поневоле» на профессиональной сцене. В 2019 году играл главную роль в спектакле молодежного театра-студии гимназии №91 «Дорогой длинною…» на песни А.Н. Вертинского.
С 2009 по 2019 год — приглашённый артист Железногорского Театра Оперетты, сыграл около 20 ролей.
Выпускник ГИТИСа факультета музыкального театра мастерской Герарда Васильева с 2023 года. В 2021 году исполнил роль Мышонка в новогоднем цирковом мюзикле «Заколдованный Принц» в Вегас Сити Холле, отработав с Евгением Шириковым, Ростиславом Колпаковым, Иваном Коряковским, Андреем Бириным. С 2022 года участник фестиваля мюзикла «X» в Москве, принял участие в шоу «МультПати 3.0» проекта «Караоке Камикадзе», в 2024 году ведущий первого выпуска шоу «Обсудим в антракте». 
17 и 18 февраля 2024 года принял участие в концерте «Выходные мюзикла», проекте Musical Universe, ГИТИСа и Москонцерта.
25 ноября 2024 года в рамках фестиваля «Музыкальное сердце театра» на питчинге эскизов творческой Лаборатории в Самаре выступал композитором концептуального мини-мюзикла «Тетрис».

## Театральные работы

### Железногорский Театр Оперетты (2009—2019)
- 2009 — Джукбокс-мюзикл «Аристократы поневоле» (Режиссёр: Борис Кричмар) — Пепеньелло
- 2013 — Оперетта «Герцогиня из Чикаго» (Режиссёр: Антон Лободаев) — детский ансамбль
- 2014 — Мюзикл «Мёртвые души» Александра Журбина (Режиссёр: Антон Лободаев) — сын Маниловых/крестьянский ребёнок
- 2017 — Мюзикл «Алые паруса» Максима Дунаевского (Режиссёр: Игорь Меркулов) — Меннерс-младший в детстве[12]
- 2018 — Мюзикл «Мэри Поппинс, до свидания» (Режиссёр: Владислав Питальский) — Майкл Бэнкс
- 2018 — Мюзикл «Дубровский» (Режиссёр: Игорь Меркулов) — пристав Шабашкин/Ансамбль[13]

### Учебный театрГИТИС(РАТИ) (2020—2023)
- 2020 — Мюзикл «Фабричная девчонка» (Режиссёр: Жанна Жердер) — Бибичев \ Огородников
- 2021 — Мюзикл «Щелкунчик и Мышиный Король» (Режиссёр: Жанна Жердер) — Щелкунчик
- 2022 — Мюзикл «Целуй меня, Кэт» (с 2023 г. «Актёры – весёлый народ!») (Режиссёр: Жанна Жердер) — Билл Калхоун
- 2022 — Мюзикл «Вдова Миллионера $» (Режиссёр: Жанна Жердер) — Джеффри (Джефф) Мередит

### Романов Арена
- 2021 — Цирковой мюзикл «Заколдованный Принц» (Режиссёр: Максим Романов) — Мышонок[14][15]
- 2023 — Цирковой мюзикл «Волшебник Страны Оз» (Режиссёр: Максим Романов) — Страшила

### STAIRWAY Creative Lab
- 2022 — Мюзикл «Человек, который смеётся» (Режиссёр: Руслан Герасименко) — Спайк / ансамбль
- 2024 — Мюзикл «Вий» (Режиссёр: Николай Покотыло) — Тиберий[16][17]

### Театр кукол имени С. В. Образцова
- 2022 — Мюзикл «Рождественская История» (Режиссёр: Алексей Франдетти) — Хор-рассказчик “Диккенс-Оркестр”

### Московский театр оперетты
- 2023 — Оперетта «Весёлая вдова» (Режиссёр: Алексей Франдетти) — Стиви Спилберг[18]

### Театр на Таганке
- 2023 — Мюзикл «Суини Тодд, Маньяк-цирюльник с Флит Стрит» (Режиссёр: Алексей Франдетти) — Тобиас[19]

### Театральная Компания Глеба Матвейчука
- 2023 — Мюзикл «Алиса в Стране Чудес» (Режиссёр: Глеб Матвейчук) — Тройка[20]
- 2023 — Мюзикл «Опасные Связи» (Режиссёр: Глеб Матвейчук) — Дансени[21]
- 2023 — Мюзикл «Алконост» (Режиссёр: Глеб Матвейчук) — Припегала
- 2024 — Мюзикл «Садко в Подводном Царстве» (Режиссёр: Глеб Матвейчук) — Садко, Рыба-Попугай

### Театр "Маска" МДМ
- 2023 — Мюзикл «Между Двух Миров» (Режиссёр: Нина Чусова) — Хаим[22][23][24]

### ПЦ Пентаграмма
- 2023 — Рок-опера «Икар» (Режиссёр: Антон Преснов) — Бродяга (Персей)[25]

### Мюзикл-Меню
- 2024 — Мюзикл «Дон Жуан. Нерассказанная История» (Режиссёр: Артем Каграманян) — Серхио

### Москвариум
- 2024 — Водное шоу «Кощей» (Режиссёр: Василий Козарь) — Змей Горыныч

## Награды
- 2014 — Международный музыкальный фестиваль «International Dance E Music Festival Riviera», Италия — 1 место
- 2015 — Грамота за участие в качестве артиста в мюзикле «Мёртвые Души» Городского Театра Оперетты, победителя Краевого фестиваля «Театральная весна — 2015»
- 2015 — Всероссийский конкурс профессиональных и любительских коллективов ЗАТО. Диплом за артистизм и чувство жанра за исполнение роли в спектакле «Котенок Господа Бога»[26][27]
- 2016 — Международный конкурс «Le Festival International Perfect». Франция – 1 место
- 2019 — Лауреат I степени в номинации «эстрадный вокал» LIX (59 год международного конкурса «КИТ»)
- 2019 — Лауреат I премии в номинации «оперетта/мюзикл» Всероссийского вокального конкурса студентов музыкальных и театральных ВУЗов России «Виват, вокал! Виват, артист!»
- 2021 — Лауреат премии клуба «Театрал» в номинации «Мюзикл» XIV международного конкурса молодых артистов музыкального театра «Оперетта Land» Первую премию — приз Московского театра оперетты — получил студент ГИТИСа Александр Шарабарин[28][29][30]
- 2022 — Лауреат Премии Союза театральных деятелей Российской Федерации в области музыкального театра в номинации «За вокальную выразительность и актёрское мастерство в жанре мюзикла» на VIII Международном конкурсе молодых артистов мюзикла имени народного артиста СССР Владимира Курочкина[31]
- 2022 — Лауреат II премии в номинации «Мюзикл» на VIII Международном конкурсе молодых артистов оперетты и мюзикла им. нар. арт. СССР Владимира Курочкина[32][33][34]
- 2022 — Лауреат I премии в номинации «Мюзикл» XV международного конкурса молодых артистов музыкального театра «Оперетта Land»[35][36][37].